# Andrés Alencastre Gutiérrez
Andrés Alencastre Gutiérrez, auch Kilku Warak’a oder Killku Warak’a (* 1909 auf der Hacienda von Parq’o, Provinz Canas, Region Cusco, Peru; † 22. August 1984 in Pacobamba, Provinz Canas) war ein peruanischer Großgrundbesitzer (Hacendado), Dichter und Dramatiker, der auf Spanisch und Cusco-Quechua schrieb. Nach Einschätzung von José María Arguedas (1955) war er der wichtigste Quechua-Poet seit dem 18. Jahrhundert.

## Leben
Andrés Alencastre wurde 1909 auf der Hacienda seines Vaters in Parq’o am Langui-See geboren. Er besuchte eine einklassige Dorfschule, sodann eine Schule der Salesianer in Cusco und das Colegio Nacional de Ciencias ebendort bis 1929. 1921 verlor er seinen Vater Leopoldo, der bei einer Rebellion von Bauern erschlagen wurde.
Von 1940 bis 1945 studierte Alencastre Erziehung an der Universidad Nacional de San Antonio Abad del Cusco und schloss mit einer Arbeit zum Thema „Die Alphabetisierung in Peru“ ab. In seiner Studienzeit schrieb er seine ersten Gedichte, darunter Puna desolada, Maizalito quebradino und En la laguna de Layo. Sein erstes Theaterstück Pongo Killkito, verfasst auf Quechua, wurde in einigen Quechua-Dörfern aufgeführt und begeistert aufgenommen. Für sein Gedicht Illimani bekam er den ersten Preis für Poesie in Bolivien. Er schrieb unter dem Quechua-Pseudonym Kilku Warak’a (auch Killku Warak’a: Kilku, kleiner Andrés, warak’a, Steinschleuder).
Alencastre unterrichtete Spanisch am Colegio Nacional Mateo Pumacahua in Sicuani, wo zuvor José María Arguedas gearbeitet hatte. Danach arbeitete er als Dozent am Lehrstuhl für Quechua in Cusco. 1960 wurde er mit einer Dissertation zum Thema „Phonetik, Semantik und Syntax des Quechua“ promoviert.
1950 veröffentlichte er seine Theaterstücke Los arrieros, Ch’allakuy, El ayllu de Qhapatinta, El pongo Killkito und Los cumpleaños de Catita unter dem Titel Dramas y comedias del Ande. 1952 erschien sein Buch Taki parwa (Blüten der Lieder) mit dreißig Gedichten auf Cusco-Quechua, welche die Natur, die Berggeister (Apu) und die Liebe behandeln. Es folgten die beiden Quechua-Gedichtbände Taki ruru (Frucht der Lieder) mit 32 Gedichten 1960 und Yawar para (Blutregen) 1972.
Nach seinem Rückzug von der Universität zog Alencastre nach El Descanso („Die Erholung“), in ein Haus seiner Familie in der Provinz Canas. Am 22. August 1984 wurde er aufgrund eines Landstreits von Bauern in einer Hütte in Pacobamba erschlagen, wo er sich vor den Angreifern mit einem Gewehr verschanzt hatte. Seine Leiche wurde verstümmelt.

## Rezeption
José María Arguedas drückte 1955 seine Überraschung über den Autor und Taki parwa aus: „Dieser Gedichtband kann als der wichtigste Beitrag zur Quechua-Literatur seit dem 18. Jahrhundert betrachtet werden. In Bezug auf die Beherrschung der Sprache durch den Autor kann er mit Ollantay verglichen werden. Wir glaubten, dass eine solche Beherrschung der Sprache für den heutigen quechuasprachigen Menschen nicht mehr erreichbar sei.“

## Werke

### Gedichte auf Quechua
- Taki parwa (Cusco, 1952)
- Taki ruru (Cusco, 1964)
- Yawar para (Cusco, 1972)

### Mit Übersetzung ins Spanische
- Kilku Warak'a: Taki parwa. Traducción al castellano de Odi Gonzales. Biblioteca Municipal del Cusco, 2008.

### Artikel
- Fonética, semántica y síntaxis quechua (Qusqu, 1953)

### Theaterstücke
- Dramas y comedias del Ande (Qusqu, 1955)
- Cállaky
- El pongo Kilkito